# Arme d'épaule

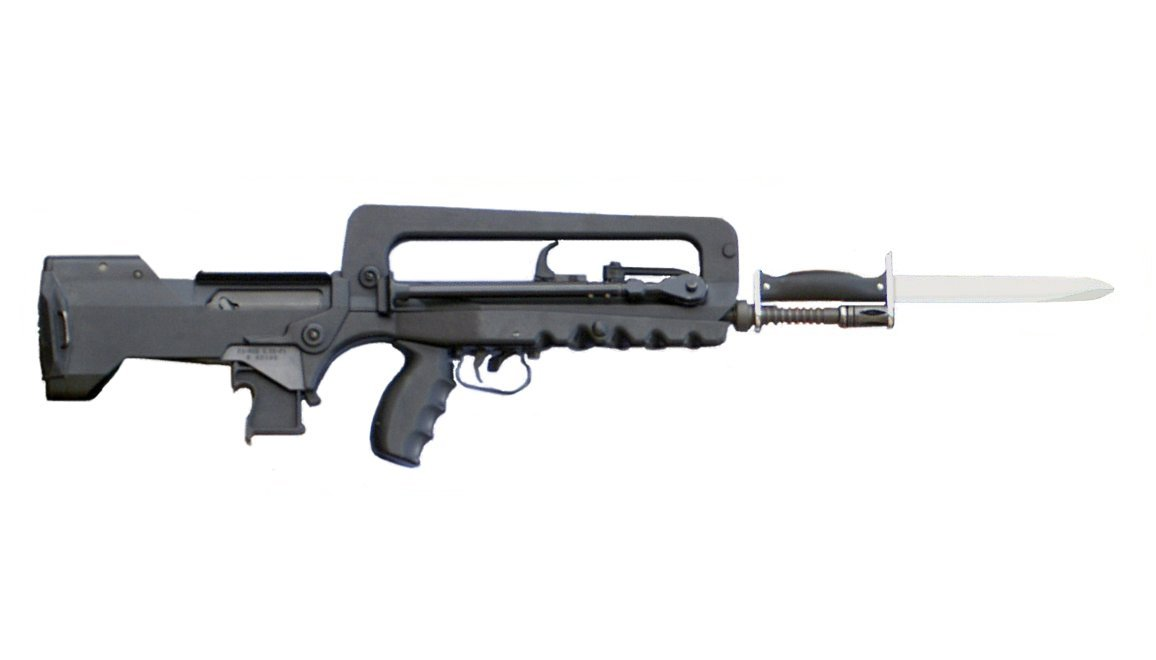
Fusil d'assaut FAMAS F1

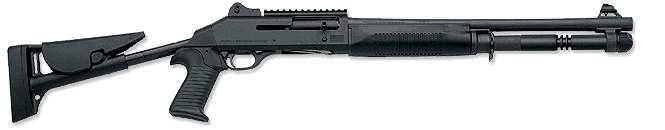
Fusil à pompe Benelli M4 Super 90.

Une arme d'épaule est une arme à feu qui est épaulée (tenue à l'épaule) pendant le tir.
Les armes d'épaule sont contrôlées avec l'épaule et les deux bras, soit trois points, au lieu d'un seul point pour les armes de poing. Cela leur permet d'être plus lourdes et plus stables, autorise une visée plus précise et de supporter un recul plus important ainsi qu'un tir en rafale avec une dispersion acceptable. Dotées d'un canon plus long, leurs projectiles sont accélérés plus longtemps et acquièrent une vitesse supérieure (et donc également une énergie et une efficacité supérieure) même quand elles tirent la même munition qu'une arme de poing (sachant qu'au surplus elles peuvent utiliser des munitions plus puissantes). Leur portée pratique est plus grande, on peut les doter de chargeur de plus grande capacité, et il est plus facile de les équiper d'accessoires variés (baïonnette, lunette de visée, lance-grenade, etc.). Cependant, elles sont plus encombrantes et plus lourdes.
Parmi les armes d'épaule actuelles, il y a la carabine, qu'il s'agisse de carabine militaire ou de carabine de chasse, le fusil de chasse, le fusil de combat (à pompe ou semi-automatique), le fusil de précision, la plupart des pistolets-mitrailleurs, le fusil d'assaut, certaines mitrailleuses et le lance-roquettes.